# Goddejávri
Goddejávri är en sjö i Finland. Den ligger i kommunen Enontekis i landskapet Lappland, i den norra delen av landet, 1 000 km norr om huvudstaden Helsingfors. Goddejávri ligger 986,7 meter över havet. Trakten runt Goddejávri består i huvudsak av gräsmarker. Arean är 78,7 hektar och strandlinjen är 6,54 kilometer lång. Sjön  ingår i Torne älvs huvudavrinningsområde. 